# Qualificazioni al campionato europeo maschile di calcio 1996 - Gruppo 4

## Classifica
| Pos | Squadra  | Pti | G  | V | N | P  | GF | GS | DR  |
| --- | -------- | --- | -- | - | - | -- | -- | -- | --- |
| 1   | Croazia  | 23  | 10 | 7 | 2 | 1  | 22 | 5  | +17 |
| 2   | Italia   | 23  | 10 | 7 | 2 | 1  | 20 | 6  | +14 |
| 3   | Lituania | 16  | 10 | 5 | 1 | 4  | 13 | 12 | +1  |
| 4   | Ucraina  | 13  | 10 | 4 | 1 | 5  | 11 | 15 | -4  |
| 5   | Slovenia | 11  | 10 | 3 | 2 | 5  | 13 | 13 | 0   |
| 6   | Estonia  | 0   | 10 | 0 | 0 | 10 | 3  | 31 | -28 |

## Risultati

L'italiano Del Piero in azione contro la difesa lituana, nella vittoriosa sfida di Reggio Emilia del 15 novembre 1995 (4-0) valevole per il gruppo 4.

| Data             | Luogo         | Squadra 1 | Risultato | Squadra 2 |
| ---------------- | ------------- | --------- | --------- | --------- |
| 4 settembre 1994 | Tallinn       | Estonia   | 0 - 2     | Croazia   |
| 7 settembre 1994 | Maribor       | Slovenia  | 1 - 1     | Italia    |
| 7 settembre 1994 | Kiev          | Ucraina   | 0 - 2     | Lituania  |
| 8 ottobre 1994   | Tallinn       | Estonia   | 0 - 2     | Italia    |
| 9 ottobre 1994   | Zagabria      | Croazia   | 2 - 0     | Lituania  |
| 12 ottobre 1994  | Kiev          | Ucraina   | 0 - 0     | Slovenia  |
| 13 novembre 1994 | Kiev          | Ucraina   | 3 - 0     | Estonia   |
| 16 novembre 1994 | Palermo       | Italia    | 1 - 2     | Croazia   |
| 16 novembre 1994 | Maribor       | Slovenia  | 1 - 2     | Lituania  |
| 25 marzo 1995    | Zagabria      | Croazia   | 4 - 0     | Ucraina   |
| 25 marzo 1995    | Salerno       | Italia    | 4 - 1     | Estonia   |
| 29 marzo 1995    | Vilnius       | Lituania  | 0 - 0     | Croazia   |
| 29 marzo 1995    | Kiev          | Ucraina   | 0 - 2     | Italia    |
| 29 marzo 1995    | Maribor       | Slovenia  | 3 - 0     | Estonia   |
| 26 aprile 1995   | Tallinn       | Estonia   | 0 - 1     | Ucraina   |
| 26 aprile 1995   | Vilnius       | Lituania  | 0 - 1     | Italia    |
| 26 aprile 1995   | Zagabria      | Croazia   | 2 - 0     | Slovenia  |
| 7 giugno 1995    | Vilnius       | Lituania  | 2 - 1     | Slovenia  |
| 11 giugno 1995   | Tallinn       | Estonia   | 1 - 3     | Slovenia  |
| 11 giugno 1995   | Kiev          | Ucraina   | 1 - 0     | Croazia   |
| 16 agosto 1995   | Tallinn       | Estonia   | 0 - 1     | Lituania  |
| 3 settembre 1995 | Zagabria      | Croazia   | 7 - 1     | Estonia   |
| 6 settembre 1995 | Udine         | Italia    | 1 - 0     | Slovenia  |
| 6 settembre 1995 | Vilnius       | Lituania  | 1 - 3     | Ucraina   |
| 8 ottobre 1995   | Spalato       | Croazia   | 1 - 1     | Italia    |
| 11 ottobre 1995  | Vilnius       | Lituania  | 5 - 0     | Estonia   |
| 11 ottobre 1995  | Lubiana       | Slovenia  | 3 - 2     | Ucraina   |
| 11 novembre 1995 | Bari          | Italia    | 3 - 1     | Ucraina   |
| 15 novembre 1995 | Lubiana       | Slovenia  | 1 - 2     | Croazia   |
| 15 novembre 1995 | Reggio Emilia | Italia    | 4 - 0     | Lituania  |